# Wigand Siebel
Wigand Siebel (* 4. Januar 1929 in Freudenberg; † 29. August 2014 in Saarbrücken) war ein deutscher Soziologe.

## Wissenschaftlicher Werdegang
Nach seiner Promotion arbeitete Siebel an der Sozialforschungsstelle Dortmund und habilitierte sich 1964. Im gleichen Jahr wurde er Universitätsdozent an der Ruhr-Universität Bochum und 1965 ordentlicher Professor für Soziologie und Wissenschaftstheorie an der Universität des Saarlandes in Saarbrücken.

## Leben
Der emeritierte Professor für Soziologie an der Universität des Saarlandes in Saarbrücken war ursprünglich evangelisch und konvertierte kurz vor dem Zweiten Vatikanischen Konzil zum katholischen Glauben. Er war ein Vertreter des Sedisvakantismus und vertrat die Auffassung, dass der Päpstliche Stuhl seit dem Tode Papst Pius’ XII. vakant, also unbesetzt, sei.
Sein wohl bedeutendstes wissenschaftliches Werk, das Buch Systematische Wahrheitstheorie, in dem er sich mit der Pilatusfrage der Neuzeit auseinandersetzt, was nämlich Wahrheit ist und wie man sie erkennen kann, publizierte er erst spät. Es gilt als Standardwerk zu dieser Thematik der Erkenntnislehre.
Im Bereich der Theologie setzte er sich für die traditionelle Ehezwecklehre ein. Gelegentlich publizierte Siebel Aufsätze in Theologisches. Er kritisierte immer wieder die offiziellen Katechismen der Kirche und verfasste schließlich selbst den Katechismus des Oratoriums als Hauptautor.
Viele Jahre lang leitete Siebel das Oratorium von der göttlichen Wahrheit. In diesem Zusammenhang setzte er sich für ein homöopathisches Medikament, das „Oratoriumswasser“, ein.
Wigand Siebel starb im Alter von 85 Jahren am 29. August 2014 in Saarbrücken.

## Veröffentlichungen
- mit Hans Wilhelm Hetzler: Innerbetrieblicher Funktionszusammenhang und Berufsqualifikation. Eine soziologische Leitstudie in Industrieausrüsterbetrieben des Maschinenbaus (= Dortmunder Schriften zur Sozialforschung, Band 20). Westdeutscher Verlag, Köln 1962, OCLC 310611282.
- Die Logik des Experiments in den Sozialwissenschaften (= Soziologische Schriften, Band 2). Duncker & Humblot, Berlin 1965, OCLC 263626921 (Habilitationsschrift Universität Münster 1964, 253 Seiten).
- Soziologie der Abtreibung. Enke, Stuttgart 1971.
- Freiheit und Herrschaftsstruktur in der Kirche. Morus, Berlin 1971.
- Das Opfer in der neuen Liturgie. Umbach, Kalkar 1972.
- Liturgie als Angebot. Morus, Berlin 1972.
- Einführung in die systematische Soziologie. C.H. Beck, München 1974.
- Grundlagen der Logik. Uni-TB, München 1975.
- Katholisch oder konziliar. Langen Müller, München 1978.
- Das Messopfer. Werk unserer Erlösung kleine Meßerklärung. Petrus, Kirchen/Sieg 1980.
- Herrschaft und Liebe. Duncker & Humblot, Berlin 1984.
- Der Heilige Geist als Relation. Aschendorff, Münster 1986.
- Philosophie und Theologie Karol Wojtylas, Artikelsammlung, herausgegeben von Sammlung glaubenstreuer Katholiken in der Schweiz - SAKA, Basel 1986, OCLC 17611621; französische Ausgabe: Philosophie et théologie de Karol Wojtyla, une collection d’articles, SAKA - Rassemblement de catholiques fidèles à la foi, Bâle 1988, OCLC 715163668.
- Systematische Wahrheitstheorie. Peter Lang, Frankfurt 1996.
- Zur Theologie und Philosophie Joseph Ratzingers. Saka, Saarbrücken 2005.

Als Hauptredakteur:
- Oratorium von der Göttlichen Wahrheit (Hrsg.): Katechismus des Oratoriums. Römisch-katholischer Katechismus und Unterweisung der Gläubigen für die heutige Zeit. 2. Auflage, Saka, Saarbrücken 1990, ISBN 3-928198-00-9.

## Einzelbelege
1. ↑  Vgl. die Rezension von Wolfgang Beranek: Zur Frage nach der Wahrheit, in: Theologisches 28 (12/1998), Sp. 553–557.
2. ↑  Vgl. https://dadun.unav.edu/bitstream/10171/12158/1/PD_I_10.pdf
3. ↑   Vgl. Wigand Siebel: Änderung des Credos zu Gunsten der „Orthodoxie“? — Die Bedeutung des „Filioque“, in: Theologisches 26 (6/1996), Sp. 234–240, sowie Gemeinsame Rechtfertigungslehre gerechtfertigt? — Konsenspapier zur römisch-lutherischen Ökumene —, in: Theologisches 26 (10/1996), Sp. 415–424.
4. ↑   Vgl. u. a. Wigand Siebel: Moral-Katechismus ohne Grundlagen. Der Erwachsenen-Katechismus der Deutschen Bischofskonferenz, Zweiter Band, in: Saka-Informationen, 20 (11/1995), 181–186; Saka-Informationen 20 (12/1995), 207–211.
5. ↑  Vgl. Archivierte Kopie (Memento vom 26. Mai 2010 im Internet Archive)
6. ↑  Vgl. Archivierte Kopie (Memento vom 11. September 2014 im Internet Archive)
7. ↑  Vgl. Was ist die Medizin des Oratoriums, in: Saka-Informationen 21 (4/1996), 79, sowie die Sonderbeilage zur selben Ausgabe: Richtigstellung: Was ist die Medizin des Oratoriums wirklich?, hrsg. vom Vorstand der Saka.
8. ↑  Vgl. http://saarbruecker-zeitung.trauer.de/Traueranzeige/Wigand-Siebel

| Personendaten    | Personendaten          |
| ---------------- | ---------------------- |
| NAME             | Siebel, Wigand         |
| KURZBESCHREIBUNG | deutscher Soziologe    |
| GEBURTSDATUM     | 4. Januar 1929         |
| GEBURTSORT       | Freudenberg, Westfalen |
| STERBEDATUM      | 29. August 2014        |
| STERBEORT        | Saarbrücken            |